# Thomas Kail
Thomas Kail est un metteur en scène, réalisateur, scénariste et producteur de télévision américain né le 30 janvier 1978 à Alexandria en Virginie.

## Théâtre
- 2005-2011 : In the Heights de Lin-Manuel Miranda
- 2007 : The 24 Hour Plays
- 2009 : Broke-ology de Nathan Louis Jackson
- 2010 : Lombardi d'Eric Simonson
- 2011 : When I Come to Die de Nathan Louis Jackson
- 2012 : Magic/Bird d'Eric Simonson
- 2014 : Faust: The Concert de Randy Newman
- 2015-2022 : Hamilton de Lin-Manuel Miranda
- 2016 : Dry Powder de Sarah Burgess
- 2016 : Daphne's Dive de Quiara Alegría Hudes
- 2016 : Tiny Beautiful Things de Nia Vardalos
- 2018 : Kings de Sarah Burgess
- 2019-2020 : Freestyle Love Supreme de Lin-Manuel Miranda et Anthony Veneziale
- 2019 : Derren Brown: Secret de Derren Brown, Andrew O'Connor et Andy Nyman
- 2019 : The Wrong Man de Ross Golan
- 2023 : Sweeney Todd de Hugh Wheeler

## Filmographie

### Réalisateur
- 2006 : Critical Hours
- 2009 : Storymakers (1 épisode)
- 2010 : The Oprah Winfrey Oscar Special
- 2012 : 2 Broke Girls (3 épisodes)
- 2015 : The Jack and Triumph Show (2 épisodes)
- 2016 : Grease: Live!
- 2019 : Fosse/Verdon (5 épisodes)
- 2020 : Hamilton
- 2023 : Up Here (1 épisode)

### Scénariste
- 2006 : Critical Hours
- 2019 : Fosse/Verdon (8 épisodes)

### Producteur
- 2005 : The Top Floor
- 2006 : Critical Hours
- 2012 : Freestyle Love Supreme
- 2014 : Freestyle Love Supreme: Pivot
- 2015 : The Royals (2 épisodes)
- 2016 : Grease: Live!
- 2019 : Fosse/Verdon (8 épisodes)
- 2020 : We Are Freestyle Love Supreme
- 2020 : Hamilton
- 2023 : Up Here (1 épisode)
- 2023 : World's Best